# Свети Андрей (Дънди)
Катедралата „Свети Андрей“ е католическа катедрала на епархия Дункелд (от 1878 г.) и престол на епископ Дънкелд. Намира се в Уест Енд на Дънди, Шотландия.

## История
Катедралата се намира на мястото на градска къща за милостиня, която съществува до XVI век.
Сградата с викторианска готическа фасада е проектирана от местния архитект Джордж Матюсън. Църквата, която побира 1000 души, е открита на 7 август 1836 г. и е най-старата католическа църква в Дънди. В мазето в продължение на много години се помещава единственото католическо училище в града. Църквата е осветена като катедрала на 3 февруари 1923 година.
Светилището (Презвитерий), в което се помещават главният олтар и пейките на каноните на катедралата, е добавено по-късно. Катедралата е необичайна с това, че подът е наклонен от входа на светилището. Има два странични олтара. Единият е посветен на Свещеното сърце на Исус Христос, а другият – на Дева Мария. Както във всички католически църкви в катедралата по стените има калварии (14 изображения на пътя на кръста на Христос). Във фоайето има статуя на покровителя на катедралата Свети Андрей Първозвани. В задната част на катедралата има баптистерий, до който има изображение на Пиета.